# PIC de la famille 16C ou 16F
Les microcontrôleurs PIC de la famille 16C ou 16F  forment une famille de milieu de gamme de microcontrôleurs de la société Microchip. C'est la famille la plus riche en termes de dérivés.
- 16C52
- 16C77
- 16F83
- 16F84
- 16F628
- 16F876
- 16F877
- 16F887

## Tableau comparatif des principaux PIC 16F
| Nombre de broches (boîtier PDIP)                                                                       | 18                 | 40                                                        |      |      |      |
| Mémoire de programme (mots)                                                                            | 1024               | 2048                                                      | 4096 | 8192 | 8192 |
| Fréquence d'horloge max. (MHz)                                                                         | 20                 | 20                                                        |      |      |      |
| Oscillateur interne                                                                                    | /                  | /                                                         |      |      |      |
| Mémoire SRAM (octets)                                                                                  | 68                 | 368                                                       |      |      |      |
| Mémoire EEPROM (octets)                                                                                | 64                 | 256                                                       |      |      |      |
| Entrées/Sorties                                                                                        | 13 (2 ports)       | 33 (5 ports)                                              |      |      |      |
| Sources d'interruptions                                                                                | 4                  | 15                                                        |      |      |      |
| Timer/Compteur                                                                                         | - Timer 0 (8 bits) | - Timer 0 (8 bits) - Timer 1 (16 bits) - Timer 2 (8 bits) |      |      |      |
| USART (SCI)                                                                                            | /                  | oui                                                       |      |      |      |
| CCP | /                  | 2                                                         |      |      |      |
| Comparateurs analogiques                                                                               | /                  | 2                                                         |      |      |      |
| Tension de référence interne                                                                           | /                  | oui                                                       |      |      |      |
| Convertisseur analogique-numérique (ADC)                                                               | /                  | 1 - 10 bits - 8 canaux                                    |      |      |      |
| Ecriture et lecture en mémoire de programme                                                            | /                  | oui                                                       |      |      |      |
| SSP (Synchronous Serial Port) - SPI (Serial Peripheral Interface) - I2C (Inter Integrated Circuit Bus) | /                  | - Maitre ou Esclave - Esclave                             |      |      |      |
| PSP (Parallel Slave Port)                                                                              | /                  | 8 bits                                                    |      |      |      |

CCP (Compare, Caption, PWM) est un module interne au PIC qui peut fonctionner suivant trois modes :
- Comparaison (compare), ce mode permet entre autres de générer des évènements périodiques,
- Capture (Caption), ce mode permet entre autres d’effectuer des mesures de temps,
- Modulation de largeur d'impulsion (MLI ou PWM en anglais).